# 560 до н. е.

## Події
- Цар Лідії Крез сходить на трон. У тому ж році він узяв в облогу та підкорив місто Ефес.
- Близько цього року вихідці з Мегари заснували Гераклею Понтійську.
- За вірменською традицією царем Вірменії став Тигран I Єрвандід.

### Астрономічні явища
- 25 січня. Повне сонячне затемнення.[1]
- 20 липня. Гібридне сонячне затемнення.[1]